# فهرست نرم‌افزارهای آماری
- اس‌پی‌اس‌اس: یک خانواده نرم‌افزار رایانه‌ای است که برای تحلیل‌های آماری به کار می‌رود.
- ام‌استت-سی
- ساس (نرم‌افزار)
- مینی‌تب
- ایویوز
- استتا
- مایکروفیت
- متلب
- مت‌کد
- متمتیکا
- سایلب
- نرم‌افزار تابلو